# Radnaborberek
Radnaborberek (románul: Valea Vinului) település Romániában, Erdélyben, Beszterce-Naszód megyében.

## Fekvése
Óradnától északra, a Radnai-havasok alatt, az Ünőkő lábánál fekvő település.

## Története
Radnaborberek nevét 1853-ban a Borpatakhoz (Vale-Zsinulu) néven említette először oklevél.
1909-ben Radnaborberek Óradna tartozéka volt. 1909-19 között Valea-Vinului, Radnaborberek, v. Rodna-veche
Valea Vinului néven írták.
A 2279 méter magas Ünőkő lábánál fekvő kis, katolikus falu lakosai egykor magyarok voltak, de mára csak szórványban beszélik itt a magyar nyelvet.
A környék egykor híres bányáiból valamikor évi kétezer tonna ezüst, hatvan tonna réz, háromszáz tonna cink és száz tonna ólom és két-három kilogramm arany hagyta el a föld mélyét. Az itteni bányászat céljából egykor Felső-Magyarországról, Morvaországból és Bajorországból is hoztak szakembereket. A bányák azonban mára már bezártak.

## Nevezetességek
- Reményik Sándor itt alkotta meg 1921-ben Vadvizek zúgása című, tájélményekre alapozó versciklusát.